# Шарансе
Шарансе (фр. Charencey) насеље је и општина у источном делу централне Француске у региону Бургоња, у департману Златна обала која припада префектури Монбар.
По подацима из 2011. године у општини је живело 29 становника, а густина насељености је износила 5,99 становника/km². Општина се простире на површини од 4,84 km². Налази се на средњој надморској висини од 450 метара (максималној 517 m, а минималној 334 m).

## Демографија
| 1962. | 1968. | 1975. | 1982. | 1990. | 1999. | 2011. |
| ----- | ----- | ----- | ----- | ----- | ----- | ----- |
| 45    | 61    | 38    | 35    | 28    | 32    | 29    |

График промене броја становника у току последњих година